# لي تشن
لي تشن دبلوماسي صيني وحاليا السفير الصيني لدى قطر. شغل سابقا منصب السفير الصيني لدى مملكة البحرين.